# Aphelandra cuscoensis
Aphelandra cuscoensis är en akantusväxtart som beskrevs av Wasshausen. Aphelandra cuscoensis ingår i släktet Aphelandra och familjen akantusväxter. Inga underarter finns listade i Catalogue of Life.